# 93, rue Lauriston
Pour plus de détails, voir Fiche technique et Distribution.
93, rue Lauriston est un téléfilm français de Denys Granier-Deferre initialement diffusé en 2004 sur Canal+.

## Synopsis
Au 93 de la rue Lauriston se trouvait le quartier général la Gestapo française durant l’Occupation — dit la « Carlingue ».

Les autorités allemandes se sont appuyées sur des truands français pour leur travail de basse police. Munis d’une carte allemande, ces voyous étaient intouchables. La bande de Bonny — un inspecteur révoqué pour corruption — et Lafont — un repris de justice — traquait les Juifs et les résistants et rendait des services au Tout-Paris en se livrant au racket, au marché noir et au proxénétisme.
Le téléfilm commence par l'arrestation de Lafont et de ses acolytes le 30 août 1944 au matin dans une ferme encerclée par la police. À travers l’inspecteur Blot et son enquête sur Bonny et Laffont après leur exécution, le téléfilm revient sur les sinistres activités de la Légion nord-africaine et de la Gestapo française à Paris. Le policier établit un épais dossier compromettant pour certaines personnalités ayant fréquenté les deux collabos. Mais à l’heure de la fin de l’épuration, ses accusations n’intéressent personne. Le téléfilm se termine par cette parole amère de Blot : « Ah ! Que la France est belle… »

## Fiche technique
- Titre : 93, rue Lauriston
- Réalisation : Denys Granier-Deferre
- Scénario : Jean-Claude Grumberg
- Producteur : Jean-Pierre Guérin
- Directeur de production : Michal Priky
- Coordinatrice de production : Mirka Valova
- Directeur de la photographie : Guillaume Schiffman
- Électricien : Petr Svoboda
- Son : Dominique Levert
- Perchman : Martin Lonek
- Musique : Bernard Grimaldi
- Décors: Frédéric Astich-Barre
- Ensemblier : Aloiz Vyslan
- Chef-coiffeuse : Barbara Kichi
- Origine : France
- Durée : 105 minutes
- Format : Couleur
- Diffusion Canal+ : 14 décembre 2004
- Diffusion France 2 : 26 septembre 2006

## Distribution
- Michel Blanc : l’inspecteur Blot
- Samuel Le Bihan : Léon Jabinet
- Gérald Laroche : Norbert Boileau dit « Nestor »
- Daniel Russo : Henri Lafont
- Christian Charmetant : Pierre Bonny
- Manuel Le Lièvre : Le Furet
- Éric Prat : Pelleux
- Hervé Briaux : Joseph Joanovici
- Olga Grumberg : Odile Panzer
- Jean Nehr : le paysan
- Jean-Claude Durand : le patron du restaurant
- Julien Cafaro : le journaliste
- Christian Bouillette : l’inspecteur divisionnaire
- Philippe Vieux : Paul Hervieu
- Pierre Aussedat : l’homme aux tableaux